# Heterarmia buttneri
Heterarmia buttneri là một loài bướm đêm trong họ Geometridae.